# Khionites

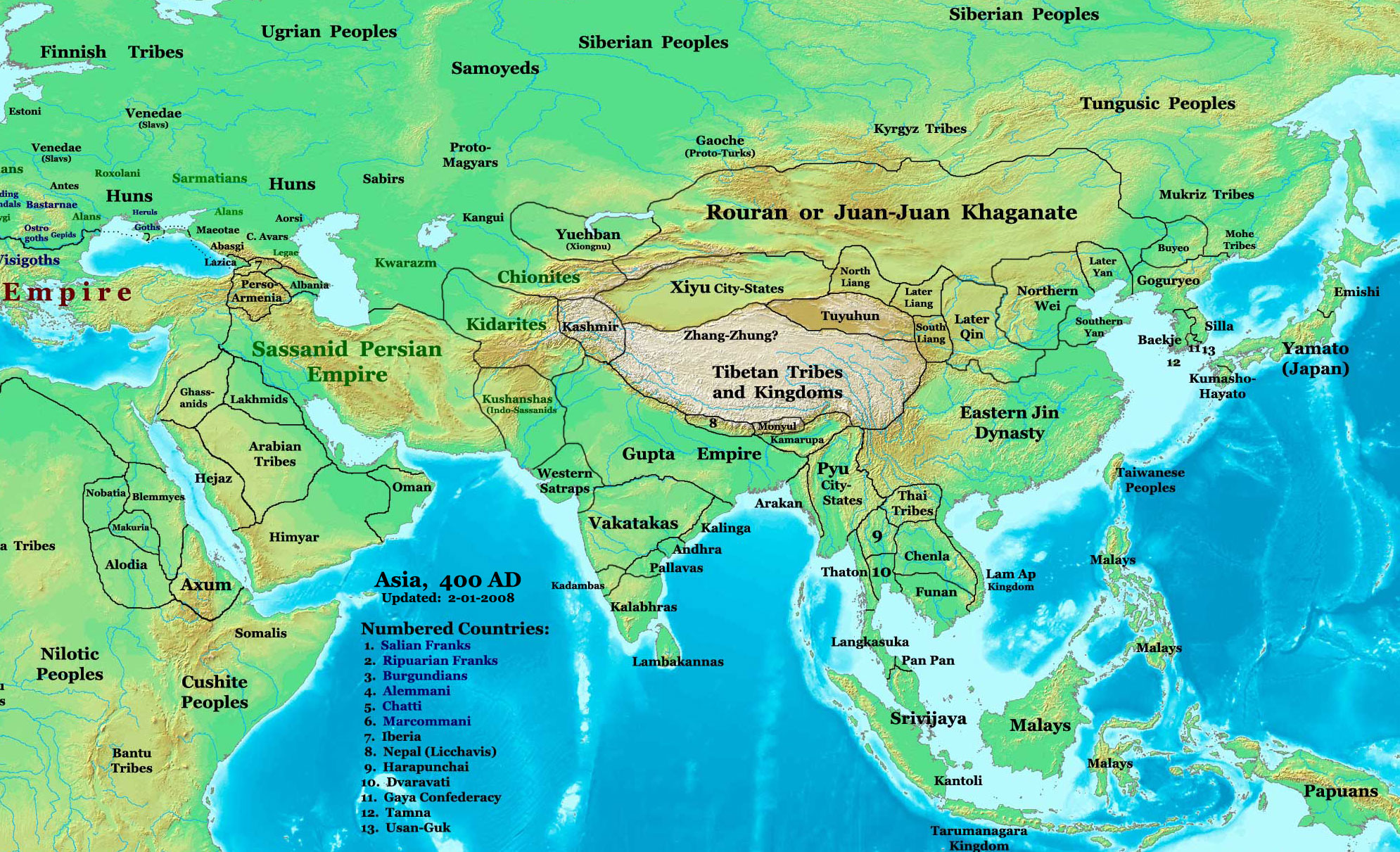
Àsia el 400, mostrant els khionites i els seus veïns.

Khionites, xionites, chionites o chionitae (en persa mitjà: xiyon; avestan: xiiaona; en sogdià: xwn; en pahlavi: huna), hunni o yun; en xinès 狁 yǔn o xūn, 獯), fou una tribu nòmada, de probable origen iranià, que fou prominent a Transoxiana i Bactriana. Anteriorment eren considerats una horda turca fixada entorn del 400 al nord de Merv.
Els khionites (chionitae) s'esmenten inicialment amb els kuixans (Cuseni) per Ammià Marcel·lí que va passar l'hivern de 356-357 al seu territori de Balkh. Arribaren amb l'ona d'immigració des de l'Àsia central a l'Iran al final de l'època clàssica. Estaven influïts per les cultures dels kuixans i bactrians, i patrocinaven les llengües iranianes orientals, i es convertiren en una amenaça a la frontera del nord-est de l'Imperi Sassànida.

## Orígens
És difícil determinar la composició ètnica dels khionites. Simocata, Menandre, i Prisc proporcionen evidència que els khionites eren diferents dels heftalites encara que, Frye suggeria que els heftalites poden haver estat una tribu prominent o clan del khionites.
El 1932 Sir Harold Walter Bailey escrivia:.
| « | Xyon. Aquest nom és familiar en els texts en pahlavi i avestan. Sembla ser el nom d'un enemic dels iranians en els temps avèstics, transferit després als huns, degut a la similitud del so, com Tur fou adaptat a Turk en pahlavi. En el present passatge (es refereix a un passatge del llibre en pahlavi de Bahman Yasht) es poden reconèixer tres divisions d'aquest poble, els xyon amb els turcs, els xyon karmir (vermells), i els xyons blancs. | » |

El 1944 Carlile Aylmer Macartney escrivia:.
| « | Hem de considerar breument una tercera nació jugant un paper en les nostres fonts: els Kermichiones. Qui eren aquest poble? No poden ser els Turcs-Toue-Kioue, donat que la seva ambaixada va arribar a Constantinoble mentre els àvars estaven encara negociant amb Roma pel seu establiment dins de les fronteres, almenys fins al 558 mentre que els verdaders turcs apareixen per primer cop el 568; a més, el nom del seu cap era Aσκήλτ o Scultor, mentre que el khagan dels turcs en aquest temps era Silzabul, Dizabul, o Istämi. Tampoc poder haver estat els Joan-Joan com suggereix Marquart; ni els heftalites, que eren ja ben coneguts dels romans d'Orient i no hagueren estat descrits d'aquella manera. A més els heftalites eren coneguts com Huns Blancs i Bailey va assenyalar que la paraula Karmir xyon, que vol dir Red Chyon, apareix en els texts en pahlavi en juxtaposició a SpEt xyon, Chyon Blanc. El nom Chyon, originalment aquesta o alguna raça, fou "transferit més tard als huns per la similitud del so". Aquesta nació difícilment pot ser una altra que la que apareix al segle IV sota el nom de khionites a les estepes de la frontera nord-oest de Pèrsia. Aquests khionites foren probablement una branca dels huns, l'altra branca dels quals va aparèixer a Europa, que hauria estat atacada i conquerida vers el 360 pels alans aleshores vivint entre els Urals i el Volga, mentre que la primera menció dels khionites està datada el 356. Al segle V el nom fou reemplaçat pel de kuixans o pel de kidarites huns, clarament idèntics als kuixans. | » |

Un especialista més recent, Richard Nelson Frye escrivia el 1991:
| « | Igual que els posteriors imperis nòmades foren confederacions de molts pobles, proposarem que el grup dirigent d'aquestos invasors foren, o almenys incloïen, tribus de parla turca de l'est i del nord, tot i que molt probablement el gruix de la confederació khionita, després dels heftalites parlaven llengües iranianes (…) Fou la darrera vegada en la història de l'Àsia Centra que els nòmades de parla iraniana van jugar algun paper; posteriorment tots els nòmades parlaran llengües turques. | » |

El 1992 Wolfgang Felix considerava el khionites una tribu de probable origen iranià que era prominent a Bactria i Transoxania en l'antiguitat tardana.
Segons A.S. Shahbazi (2005), els Khionites eren un poble "Húnnic" que a primers del segle IV s'havia barrejat amb elements nord iranians a Transoxiana, adoptaren la llengua de kuixan-bactrià, i amenaçaren Pèrsia.

## Història
Els primers khionites es poden relacionar amb el clan Hū (呼) del que Hūsìmì (呼似密) (Coràsmia) va agafar el nom.

### Conquesta de Bàctria
Les campanyes khionites es documenten millor en connexió amb la història de l'Àsia central, especialment durant la segona meitat del segle IV fins a mitjan segle v.
S'autoorganitzaven en septentrionals o "Negres" (més enllà del Jaxartes), Kidarites, meridionals o "Vermells" (a l'Hindu Kush al sud de l'Oxus), orientals o "Blaus" (a Tianshan), i occidentals o heftalites o Horda Blanca (al voltant de Khiva). Els artefactes trobats a l'àrea que habitaven durant del seu període indiquen que el seu animal totèmic hauria estat el cérvol cornut. Una inscripció a les parets del palau reial a Persepolis del temps de l'imperi de Darios els anomena Hunae. Sembla que una combinació tant de la batalla d'Ikh Bayan com dels esforços de Ban Chao són responsable de la seva primera aparició a l'oest. L'historiador armeni Moisès de Khorèn (segle v), en la seva "Història d'Armènia", introdueix els Hunni prop dels Sàrmates i passa a descriure com capturaren la ciutat de Balkh (armeni "Kush") en algun moment entre 194 i 214 que és la causa de per què els grecs anomenaven aquella ciutat Hunuk.
Segons les fonts armènies la seva capital era a Balkh (armeni: Kush). Els seus governants més famosos s'anomenaven els Kidarites.
Al final del segle iv, una ona nova de tribus húnniques (Alkhon) va envair Bactriana, empenyent els kidarites a Gandhara. Probablement foren ells els que van atacar Pèrsia durant el regnat de Bahram V Gor (420-438) i fins i tot haurien atacat el Gran Khorasan, però foren rebutjats pels perses a la batalla de Kusmehan, prop de Merw

### Alkhon (Alchon)
Alkhon o Alχon (Uarkhon) va esdevenir el nou nom nou dels khionites el 460 quan Khingila I va unir els uars amb el khionites sota la seva elit governant, els heftalites que governa élite.
Al final del segle V els Alkhon envaïren Índia del nord on foren coneguts com els huna. A l'Índia els alkhon no es distingien dels seus predecessors heftalites immediats i els dos foren coneguts com a Sveta-Hunes allà. Potser complimentant aquest terme, Procopi (527-565) escrivia que eren blancs de pell, tenien un regne organitzat, i que la seva vida no era nòmada sinó que vivien en ciutats.
Encara que el poder dels alkhon a Bactria fou destrossat el 560 per una combinació de forces sassànides i proto-turques, l'últim rei heftalita Narana/Narendra va aconseguir mantenir algun tipus de govern entre el 570 i el 600 sobre les tribus de 'nspk' o 'napki' o 'nezak' que va restar després que la majoria dels alkhon haguessin fugit a l'oest, on foren coneguts com els àvars.
Els alkhon foren anomenats Varkhon o Varkunites (Ouar-Khonitai) per Menandre Protector (538-582) literalment referint-se els uars i hunnoi. Al voltant del 630, Teofilacte Simocata escrivia que els àvars europeus es componien inicialment de dues nacions, els uars i les tribus hunnoi. Escrivia que: "… els barsilt, els unogurs i els sabirs foren colpejats amb horror… i honraren als nouvinguts amb regals brillants… " quan els primers àvars arribaren a les seves terres el 555.

#### Encunyació
Els alkhon huns es refereix a una tribu que encunyava monedes a Bactria als segles V i VI. El nom Khigi en una de les monedes i Narendra en un altre ha dirigit alguns erudits de l'àrea a creure que els khagan dels heftalites Khingila i Narana eren de la tribu d'Alkhon i van inscriure en escriptura bactriana a les monedes en qüestió. Imitaven l'estil anterior dels seus predecessors heftalites, els successors kidarites huns dels kuixans. En particular l'estil alkhon imita les monedes del kidarite Varhran I (és a dir del kuixan Vahran IV).

### Huns vermells i huns blancs
El nom Xyon es troba en texts Avèstics i en texts en pahlavi. En la tradició de l'Avestan (Yts. 9.30-31, 19.87) els Xiiaona eren caracteritzats com a enemics de Vishtaspa, el patró de Zoroastre. En la tradició pahlavi posterior, els huns Vermells (Karmir Xyon) i huns Blancs (Spet Xyon) també s'esmenten. Els huns Vermells de la tradició en pahlavi (segle VII.) han estat identificats per Harold Walter Bailey com els Kermichiones o Ermechiones Segons Bailey els Hara Huna de fonts índies han de ser identificats amb el Karmir Xyon de l'Avesta. Similarment identifica els Sveta Huna de fonts índies amb el Spet Xyon de l'Avesta. Bailey argüeix que el nom Xyon fou transferit al Huna a causa de similitud de so, com Tur era adaptat a Turc en la tradició de pahlavi. És necessari no obstant distingir entre "Kermichiones/Ermechiones", "Huns vermells" o "Hara Huna", identificats amb la dinastia dels Kidarites, i "Xionites" o "Sveta Huna" o Huns Blancs, identificats amb la dinastia Heftalita.
Més tard, el Patriarca d'Armeni Joan (vers 728) esmenta una ciutat antiga de fundació hunor (Hunoracerta) a la regió d'Utik, suggerint una connexió amb l'Utigur. L'armeni Agatàngelos també esmenta que hi havia "huns" vivint entre les poblacions del Caucasus.